# エスタディオ・ド・マリティモ
エスタディオ・ド・マリティモ（Estádio do Marítimo）は、ポルトガル・マデイラ諸島の都市フンシャルに所在するスタジアム。
総合スポーツクラブCSマリティモの本拠地として使用されている。

## 概要
2016年以前は陸上トラック付きであったが、所有者が市からクラブに変わった事で大規模な修繕が行われた。
過去にはポルトガル代表の親善試合も開催された。

## 開催された主な試合
- 国際Aマッチ

| 日付          | ホームチーム | 結果 | アウェーチーム | ラウンド                      |
| ------------- | ------------ | ---- | -------------- | ----------------------------- |
| 1977年3月30日 | ポルトガル   | 1-0  | スイス         | 親善試合                      |
| 1987年3月29日 | ポルトガル   | 2-2  | マルタ         | UEFA欧州選手権1988予選        |
| 2001年2月28日 | ポルトガル   | 3-0  | アンドラ       | 2002 FIFAワールドカップ・予選 |

## ギャラリー

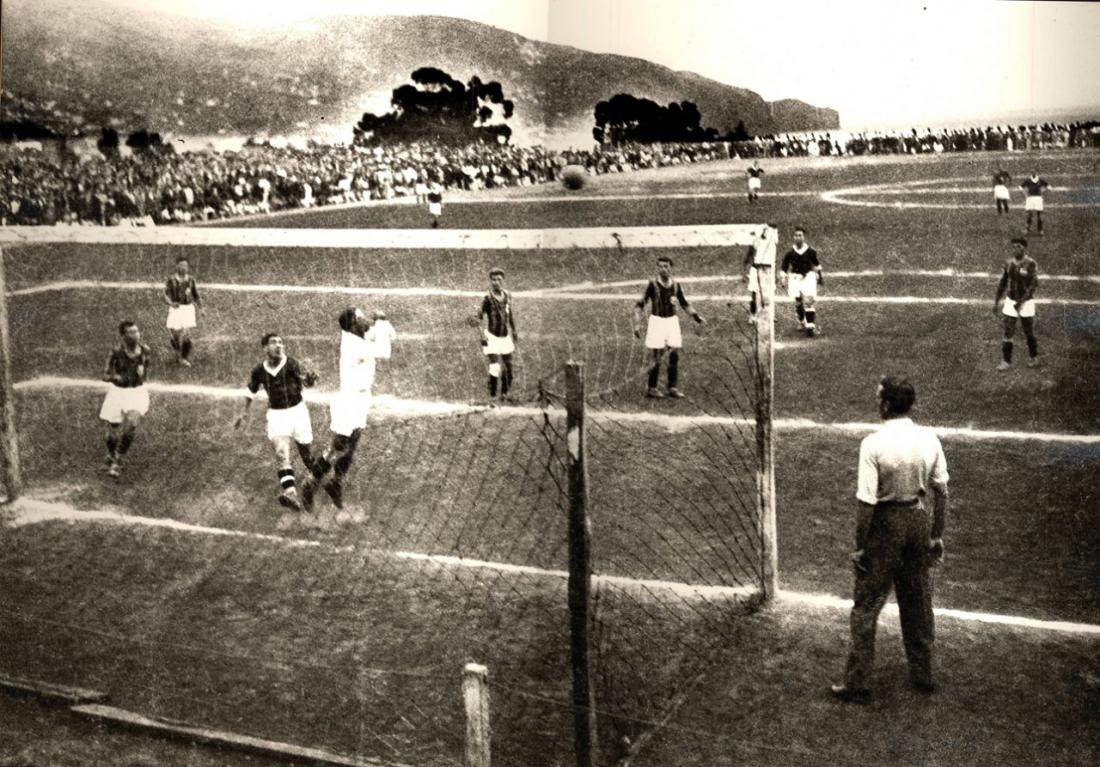
1936年の内観
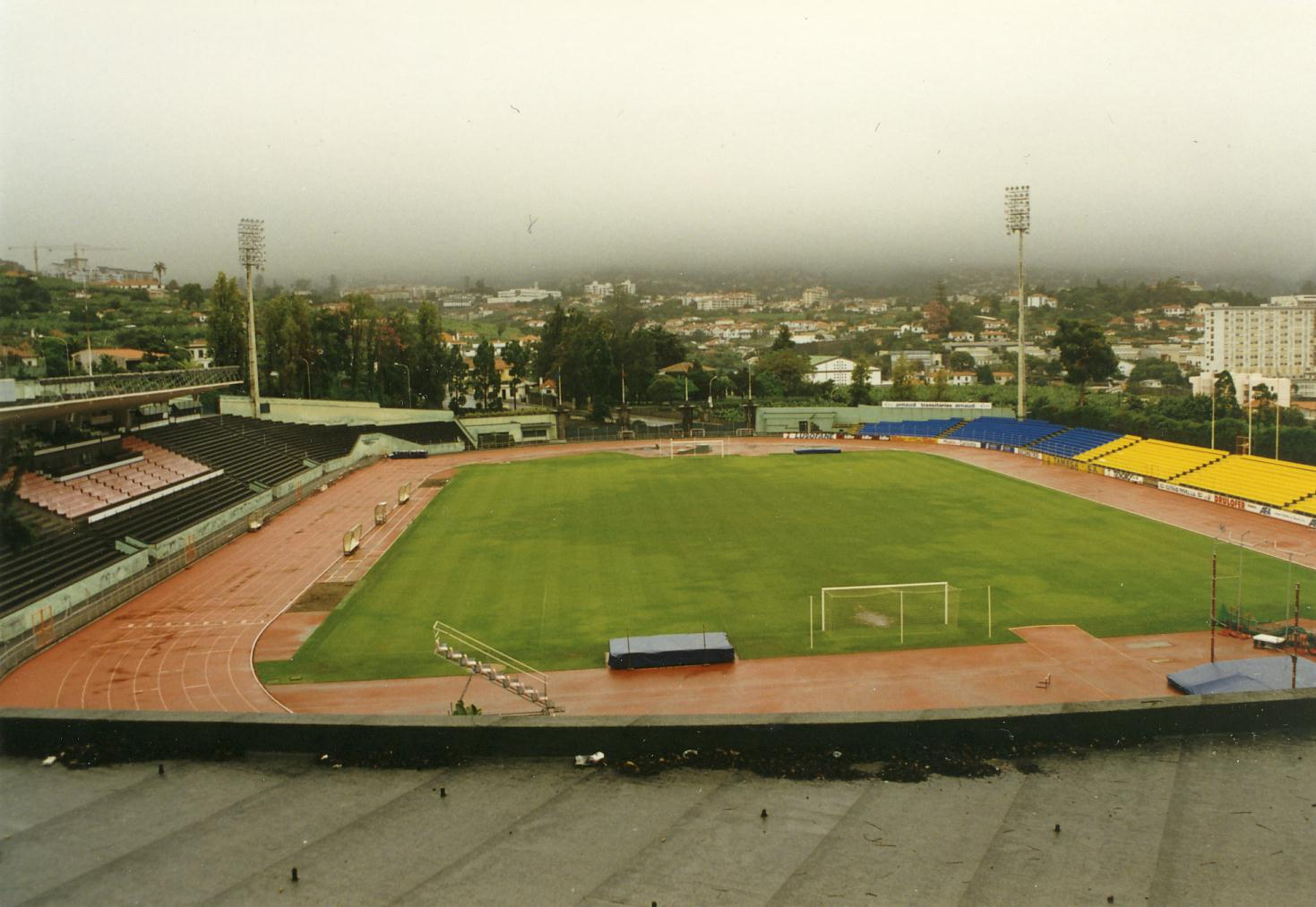
1997年の内観
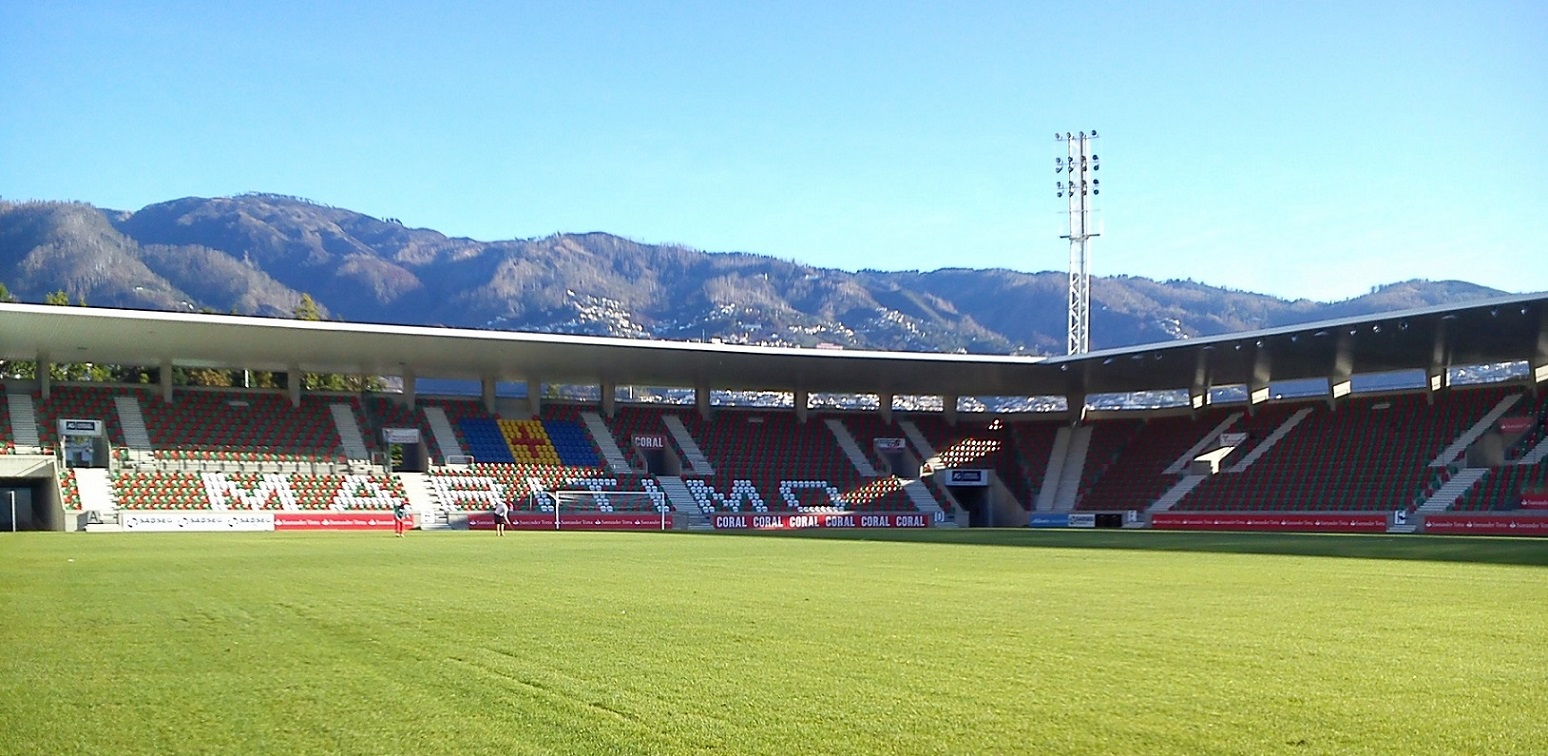
2016年の内観1
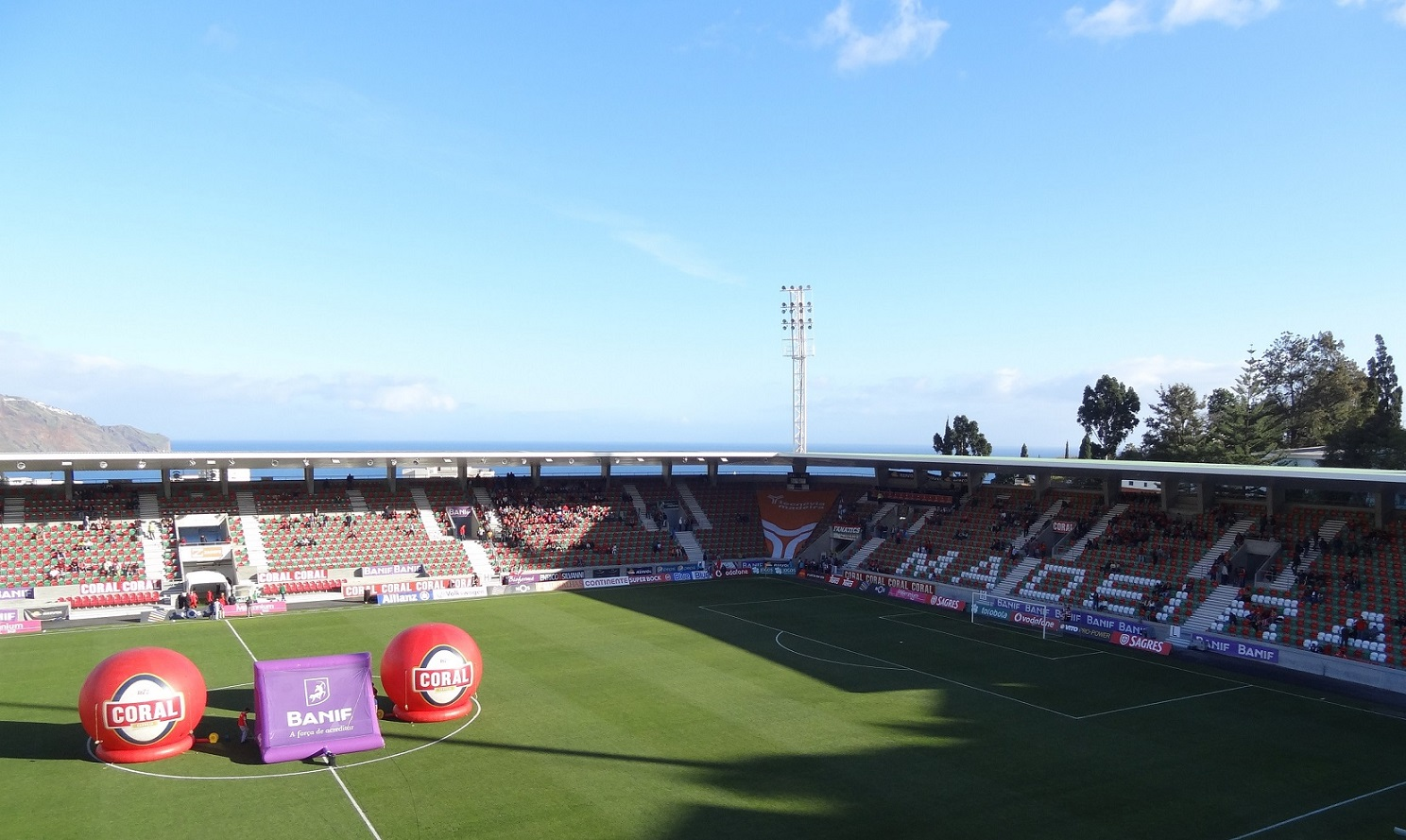
2016年の内観2
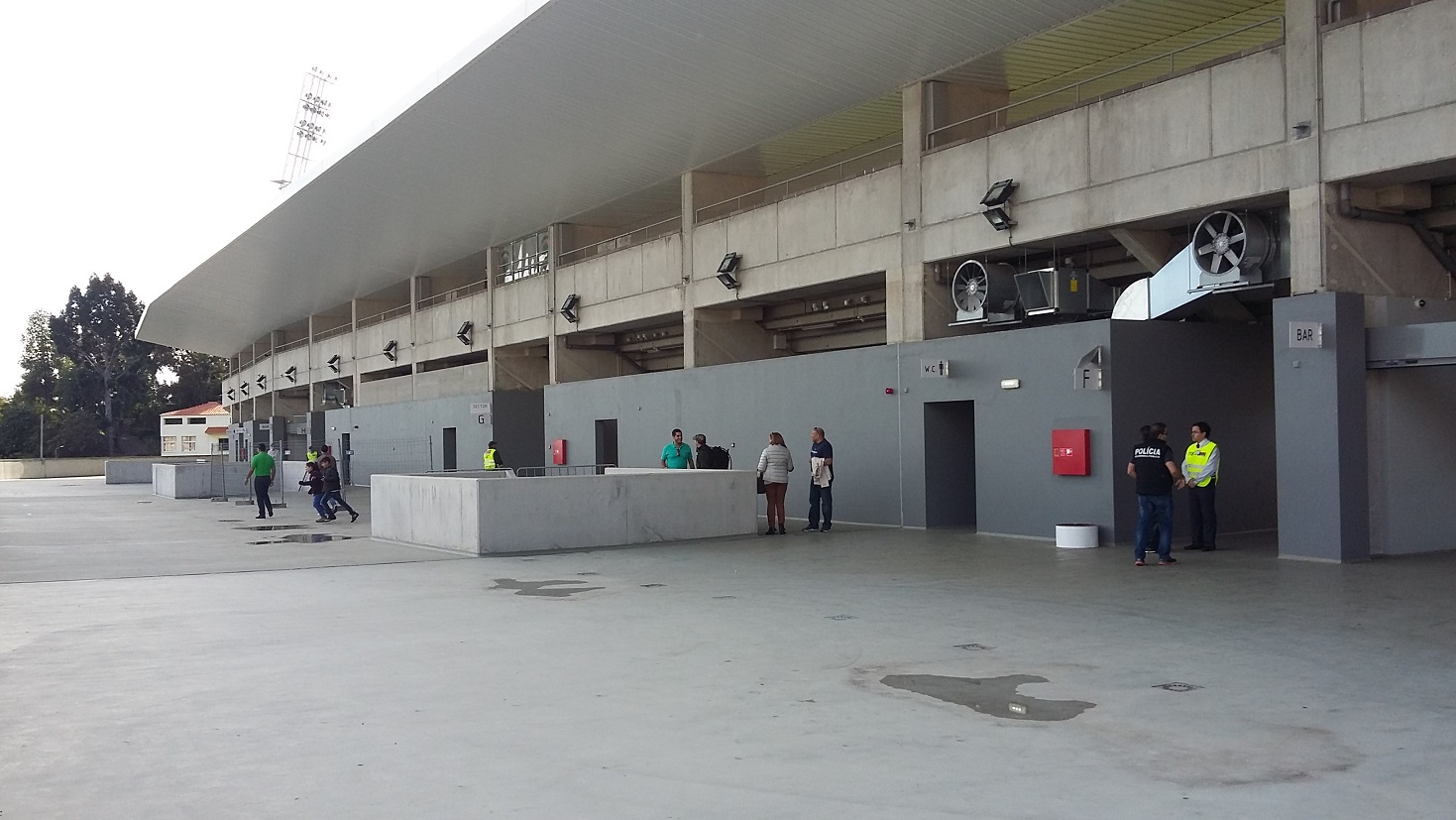
2016年の外観